# Dreptul muncii
Dreptul muncii  ca ramură de drept. Dreptul s-a născut din viață și din conflictele ei. Viața, dincolo de ceea ce înseamnă farmec, înseamnă luptă zilnică și trudă permanentă. În viața sa, trăită ca realitate socială, omul a învățat să gândească religios, moral, economic și în aceeași măsură, a fost nevoit să gândească juridic.
Dreptul muncii  ca știință juridică. Sistemul unitar al dreptului român cuprinde un ansamblu de norme prin care se reglementează o categorie distinctă de relații sociale, având o metodă proprie și comunitate de principii.
Principalul act normativ al dreptului muncii este Codul muncii.
Domeniul principal de reglementare al normelor juridice prevăzute în Codului muncii are în vedere raporturile individuale și colective de muncă, care se stabilesc între o persoană fizică sau juridică, angajator, și o persoană fizică, salariat, precum și între patronate, sindicate sau reprezentanții salariaților și autoritățile publice. Reglementate prin diferite acte normative, asumate prin contractul individual și, după caz, colectiv de muncă, relațiile sociale de muncă devin raporturi juridice de muncă, a căror specificitate esențială constă în subordonarea, în condițiile legii, a unui individ/grup de indivizi față de o unitate socio-economică, cu o structură organizatorică definită și o ierarhie funcțională acceptată.
Definiția dreptului muncii. Ca orice altă ramură a dreptului, și dreptul 
muncii reprezintă un ansamblu de norme juridice cu un obiect distinct de 
reglementare: relațiile sociale de muncă.
Aceste relații se stabilesc între cei ce utilizează forță de muncă – angajatori
(patroni) și cei care prestează munca - salariați (angajați). 
În sensul Codului muncii (art. 14 alin. 1), „prin angajator se înțelege persoana 
fizică sau juridică ce poate, potrivit legii, să angajeze forță de muncă pe bază de 
contract individual de muncă” 4
. 
Salariații (angajații) sunt acele persoane fizice, obligate prin funcția sau 
profesia lor să desfășoare diverse activități pentru angajatori (patroni). 
Între cele două părți – angajatori și angajați – iau naștere atât relații 
individuale, dar și colective, consecință a încheierii contractului colectiv de 
muncă, precum și a instituționalizării dialogului social, a existenței unor drepturi și 
obligații distincte ale celor doi parteneri sociali în procesul muncii ca subiecte 
colective de drept. 
Desigur, dreptul muncii este în principal dreptul contractelor colective și 
individuale de muncă, dar sfera sa de reglementare este mult mai extinsă; el 
privește și alte raporturi juridice decât cele derivate din contractele de muncă. În 
plus, așa cum prevede principalul său izvor – Codul muncii, el reglementează și 
modul în care se efectuează controlul aplicării dispozițiilor din domeniul 
raporturilor de muncă, precum și jurisdicția muncii. 
Obiectul dreptului muncii. Din definiția dată acestei ramuri și științe a 
dreptului rezultă că în obiectul său intră, în primul rând, relațiile sociale de 
muncă, care, reglementate de normele juridice, devin raporturi juridice de muncă. 
Noțiunea de relații de muncă are o sferă foarte largă; ea cuprinde totalitatea 
relațiilor care se formează între oameni în procesul muncii, pe baza aplicării 
directe a forței de muncă la mijloacele de producție, și nu doar pe cele izvorâte din contractele de muncă. Numai în accepțiunea restrânsă (stricto sensu) dreptul 
muncii este dreptul contractelor de muncă
1
, întrucât lato sensu (ca știință a 
dreptului), el cuprinde, în afară de analiza raporturilor juridice de muncă
întemeiate pe contractele de muncă, și referiri (strict necesare) la alte categorii 
de raporturi juridice care implică și ele prestarea unei munci. 
Sfera de reglementare proprie dreptului muncii cuprinde și unele raporturi 
juridice conexe (formarea profesională, securitatea și sănătatea în muncă, 
organizarea, funcționarea și atribuțiile sindicatelor și patronatelor, jurisdicția 
muncii), denumite astfel pentru că derivă din încheierea contractelor de muncă
ori sunt grefate pe acestea, servind la organizarea muncii și la asigurarea 
condițiilor pentru desfășurarea ei. 
Noțiunea raporturilor juridice de muncă. Obiectul de reglementare al dreptului muncii îl constituie raporturile juridice de muncă, care pot fi, individuale și colective2
. 
Tradițional, raporturile de muncă sunt definite ca acele relații sociale 
reglementate de lege, ce iau naștere între o persoană fizică, pe de o parte, și, ca 
regulă, o persoană juridică (societate comercială, regie autonomă, unitate 
bugetară etc.) pe de altă parte, ca urmare a prestării unei anumite munci de către 
prima persoană în folosul celei de a doua, care, la rândul ei, se obligă să o 
remunereze și să creeze condițiile necesare prestării acestei munci3
.
Așa fiind, subiectele raportului juridic de muncă, în accepțiunea avută în 
vedere, sunt – după cum am mai subliniat – angajatorul și salariatul (angajatul). 
Acest raport se caracterizează prin aceea că: 
– poate exista numai între două persoane, spre deosebire de raportul 
obligațional civil și de raportul juridic comercial, în cadrul cărora poate fi, uneori, 
o pluralitate de subiecte active sau pasive; 
– se stabilește, ca regulă, numai între o persoană juridică și o persoană
fizică, ori, excepțional, numai între două persoane fizice, fiind exclusă existența 
raportului juridic de muncă între două persoane juridice, deoarece persoana care 
prestează munca nu poate fi, prin ipoteză, decât o persoană fizică; 
– raportul juridic de muncă are caracter personal, fiind încheiat intuitu 
personae, atât în considerarea pregătirii, aptitudinilor și calităților persoanei care 
prestează munca, cât și în funcție de specificul celeilalte părți, având în vedere 
colectivul, climatul și condițiile de muncă existente în cadrul acesteia. 
Trăsătura proprie, fundamentală, caracteristică și determinantă a raportului 
de muncă este constituită de relația de subordonare, existentă între subiectele 
acestui raport, în sensul că persoana care prestează munca este subordonată
celuilalt subiect al raportului respectiv4
. 
Consecința subordonării, sub aspectul obiectului și conținutului raportului 
juridic de muncă, constă în aceea că, cel ce angajează stabilește programul și locul de muncă al personalului său având, în același timp, dreptul de a-i da 
indicații, generale sau amănunțite, cu privire la modalitățile realizării sarcinilor de 
serviciu. Salariatul nu poate refuza îndeplinirea lor, chiar dacă sub aspectul 
oportunității, eficienței economice, interesului serviciului, indicațiile nu ar 
reprezenta soluția optimă ori ar fi greșite. În esență, deci, subordonarea constă în 
dreptul exclusiv al angajatorului de a organiza, în condițiile legii, munca 
salariatului în colectivul său. 
O altă consecință a subordonării se manifestă prin obligația angajatului de a 
respecta disciplina muncii, în caz contrar fiind pasibil de răspundere disciplinară, 
ale cărei efecte constau în aplicarea de sancțiuni.